# Ole Nydahl
Ole Nydahl (født 19. marts 1941) er en dansk lama, der underviser i tibetansk buddhisme, også kaldet Diamantvejsbuddhisme, over hele verden.

## Mødet med buddhismen
Ole Nydahl (f. 1941) og hans kone Hannah Nydahl (1946-2007) mødte buddhismen på deres bryllupsrejse til Nepal i 1968-69. Her mødte de først lamaen Lopøn Tsetju Rinpotje (1918-2003) og senere overhovedet for Karma Kadjy Skolen, H.H. den 16. Karmapa, Rangdjung Rigpe Dordje (1924-81). I Karma Kadjy Skolen praktiseres diamantvejsbuddhisme.
Ole og Hannah blev de første vestlige elever af Karmapa og studerede og mediterede under hans vejledning i Indien i tre år indtil 1972. Her sendte Karmapa dem til Vesten med besked på at starte vestlige Karma Kadjy lægmandscentre i Karmapas navn. De har siden startet over 650 centre verden over: I Europa, Rusland (inkl. øst for Kaukasus), Syd- og Nordamerika, Australien og nogle ganske få i Asien.
Lama Ole Nydahl er buddhistisk lærer (lama), yogi og lægmand. Hans foredrag og kurser henvender sig primært til lægmænd, dvs. folk som ikke er nonner/munke, men derimod lever aktive liv i samfundet.

### FNs Frihedspris
I juni 2015 modtog Lama Ole Nydahl FNs Frihedspris sammen med sin afdøde kone, Hannah Nydahl, for deres arbejde for frihed og fred.